# Discografia de T.O.P
A discografia de T.O.P, um rapper, cantor e compositor sul-coreano, é composta por um álbum de colaboração, e quatro singles (incluindo um promocional). Em 2006, T.O.P estreou como integrante do grupo masculino Big Bang e seu primeiro single solo de nome "Big Boy", foi incluído no primeiro álbum de estúdio do grupo lançado no mesmo ano. Sua estreia como solista ocorreu em 2010, através do lançamento do single digital "Turn It Up", que atingiu o topo da parada sul-coreana Gaon Download Chart. No mesmo ano, ele e seu companheiro de grupo G-Dragon, formaram a subunidade GD&TOP e lançaram um álbum de mesmo nome, que alcançou o primeiro lugar na Gaon Album Chart. Três anos depois, T.O.P lançou "Doom Dada" (2013), seu segundo single digital, que lhe rendeu sua primeira entrada na parada estadunidense Billboard World Digital Songs.

## Álbuns

### Álbuns de colaboração
| Título | Melhores posições | Melhores posições | Melhores posições | Melhores posições | Vendas                                          |
| Título | COR               | EUA World         | JAP               | TWN               | Vendas                                          |
| --- | ----------------- | ----------------- | ----------------- | ----------------- | ----------------------------------------------- |
| GD&TOP (com G-Dragon) - Lançamento: 24 de dezembro de 2010 - Gravadora: YG Entertainment - Formato: CD, download digital | 1                 | 11                | 8                 | 10                | - : 204,249 mil - : 16,854 mil (edição coreana) |

## Singles

### Como artista principal
| Ano | Título       | Melhores posições | Melhores posições | Melhores posições | Vendas               | Álbum                     |
| Ano | Título       | COR               | COR               | EUA               | Vendas               | Álbum                     |
| Ano | Título       | Gaon              | Hot 100           | World             | Vendas               | Álbum                     |
| --- | ------------ | ----------------- | ----------------- | ----------------- | -------------------- | ------------------------- |
| 2006 | "Big Boy"    | *                 | *                 | —                 | -                    | Big Bang Vol.1-Since 2007 |
| 2010 | "Turn It Up" | 2                 | *                 | —                 | - : 1,380,732 milhão | GD&TOP                    |
| 2013 | "Doom Dada"  | 4                 | 9                 | 3                 | - : 602,050 mil      | Single sem álbum          |
| "—" indica lançamentos que não figuraram nas paradas ou não foram lançados nessa região. "*" indica que a parada não existia na época de lançamento da canção. |              |                   |                   |                   |                      |                           |

### Singlespromocionais
| Ano                                                                                      | Título      | Melhores posições | Álbum            |
| Ano                                                                                      | Título      | COR               | Álbum            |
| ---------------------------------------------------------------------------------------- | ----------- | ----------------- | ---------------- |
| 2015                                                                                     | "Hi Haruka" | —                 | Single sem álbum |
| "—" indica lançamentos que não figuraram nas paradas ou não foram lançados nessa região. |             |                   |                  |

### Singlesem colaboração
| Ano | Título                                          | Melhores posições | Melhores posições | Melhores posições | Vendas                             | Álbum            |
| Ano | Título                                          | COR               | EUA World         | FIN               | Vendas                             | Álbum            |
| --- | ----------------------------------------------- | ----------------- | ----------------- | ----------------- | ---------------------------------- | ---------------- |
| 2009 | "Because" (com Seungri)                         | *                 | —                 | —                 | -                                  | Single sem álbum |
| 2010 | "High High" (GD&TOP)                            | 3                 | 17                | —                 | - : 1,338,924 milhão               | GD&TOP           |
| 2010 | "Oh Yeah" (GD&TOP com participação de Park Bom) | 2                 | —                 | —                 | - : 1,276,769 milhão               | GD&TOP           |
| 2011 | "Knock Out" (GD&TOP)                            | 5                 | 15                | —                 | - : 775,180 mil                    | GD&TOP           |
| 2015 | "Zutter" (GD&TOP)                               | 2                 | 2                 | 30                | - : 1,015,028 milhão - : 6,000 mil | Made             |
| "—" indica lançamentos que não figuraram nas paradas ou não foram lançados nessa região. "*" indica que a parada não existia na época de lançamento da canção. |                                                 |                   |                   |                   |                                    |                  |

### Como artista convidado
| Ano | Título                                                                                     | Melhores posições | Melhores posições | Vendas               | Álbum               |
| Ano | Título                                                                                     | COR               | EUA World         | Vendas               | Álbum               |
| --- | ------------------------------------------------------------------------------------------ | ----------------- | ----------------- | -------------------- | ------------------- |
| 2007 | "Buckwild" (NBK Gray com participação de T.O.P)                                            | *                 | —                 | -                    | -                   |
| 2008 | "I'm Sorry" (Gummy com participação de T.O.P)                                              | *                 | —                 | -                    | Comfort             |
| 2008 | "D.I.S.C.O" (Uhm Jung-hwa com participação de T.O.P)                                       | *                 | —                 | -                    | D.I.S.C.O           |
| 2008 | "All I See Is You" (Zia com participação de T.O.P)                                         | *                 | —                 | -                    | Road Movie          |
| 2010 | "Digital Bounce" (Seven com participação de T.O.P)                                         | 22                | —                 | - : 1,013,703 milhão | Digital Bounce      |
| 2012 | "Dancing on My Own" (Pixie Lott com participação de G-Dragon & T.O.P)                      | 36                | —                 | - : 342,113 mil      | Young Foolish Happy |
| 2013 | "Bubble Butt" (Major Lazer com participação de Bruno Mars, G-Dragon, T.O.P, Tyga e Mystic) | 78                | —                 | - : 95,848 mil       | Free the Universe   |
| "—" indica lançamentos que não figuraram nas paradas ou não foram lançados nessa região. "*" indica que a parada não existia na época de lançamento da canção. |                                                                                            |                   |                   |                      |                     |

### Trilhas Sonoras
| Ano  | Título                   | Álbum                  |
| ---- | ------------------------ | ---------------------- |
| 2009 | "Friend" (Feat. Taeyang) | Friend, Our Legend OST |
| 2010 | "Because"                | 19-Nineteen OST        |
| 2015 | "Hi Haruka"              | Secret Message OST     |

### Outras canções que entraram nas paradas musicais
| Ano | Título                                                      | Melhores posições | Vendas | Álbum  |
| Ano | Título                                                      | COR               | Vendas | Álbum  |
| --- | ----------------------------------------------------------- | ----------------- | ------ | ------ |
| 2007 | "Act Like Nothing's Wrong" (com participação de Kim Ji-eun) | *                 | -      | Always |
| 2010 | "Of All Days"                                               | 45                | -      | GD&TOP |
| 2010 | "Oh Mom"                                                    | 60                | -      | GD&TOP |
| "—" indica lançamentos que não figuraram nas paradas ou não foram lançados nessa região. "*" indica que a parada não existia na época de lançamento da canção. |                                                             |                   |        |        |